# Liste des gouverneurs actuels des provinces argentines
Cette page dresse la liste des gouverneurs actuels des 24 provinces  de l’Argentine (les 23 gouverneurs au sens strict + le chef de gouvernement de la ville autonome de Buenos Aires).

## Gouverneurs des provinces
| Province            | Image | Nom                   | Parti (Alliance) | Parti (Alliance)                                                       | Début du mandat   | Fin du mandat    | Vice-gouverneur     |
| ------------------- | ----- | --------------------- | ---------------- | ---------------------------------------------------------------------- | ----------------- | ---------------- | ------------------- |
| Buenos Aires        |       | Axel Kicillof         |                  | Sans étiquette (Front de tous)                                         | 10 décembre 2019  | 10 décembre 2023 | Verónica Magario    |
| Catamarca           |       | Raúl Jalil            |                  | PJ (Front de tous)                                                     | 10 décembre 2019  | 10 décembre 2023 | Rubén Dusso         |
| Chaco               |       | Jorge Capitanich      |                  | PJ (Front chaqueño)                                                    | 10 décembre 2019  | 10 décembre 2023 | Analía Rach Quiroga |
| Chubut              |       | Mariano Arcioni       |                  | CST (Nous sommes tous Chubut)                                          | 1er novembre 2017 | 10 décembre 2023 | Ricardo Sastre      |
| Córdoba             |       | Juan Schiaretti       |                  | PJ (Nous faisons pour Córdoba)                                         | 10 décembre 2015  | 10 décembre 2023 | Manuel Calvo        |
| Corrientes          |       | Gustavo Valdés        |                  | UCR (Rencontre pour Corrientes)                                        | 10 décembre 2017  | 10 décembre 2021 | Gustavo Canteros    |
| Entre Ríos          |       | Gustavo Bordet        |                  | PJ (Croire Entre Ríos)                                                 | 11 décembre 2015  | 11 décembre 2023 | María Laura Stratta |
| Formosa             |       | Gildo Insfrán         |                  | PJ (Front de tous)                                                     | 10 décembre 1995  | 10 décembre 2023 | Eber Solís          |
| Jujuy               |       | Gerardo Morales       |                  | UCR (Jujuy change)                                                     | 10 décembre 2015  | 10 décembre 2023 | Carlos Haquim       |
| La Pampa            |       | Sergio Ziliotto       |                  | PJ (Front de tous)                                                     | 10 décembre 2019  | 10 décembre 2023 | Mariano Fernández   |
| La Rioja            |       | Ricardo Quintela      |                  | PJ (Front de tous)                                                     | 10 décembre 2019  | 10 décembre 2023 | Florencia López     |
| Mendoza             |       | Rodolfo Suárez        |                  | UCR (Mendoza change)                                                   | 10 décembre 2019  | 10 décembre 2023 | Mario Abed          |
| Misiones            |       | Oscar Herrera Ahuad   |                  | Parti de la Concorde sociale (Front rénovateur de la Concorde sociale) | 10 décembre 2019  | 10 décembre 2023 | Carlos Omar Arce    |
| Neuquén             |       | Omar Gutiérrez        |                  | Mouvement populaire neuquino                                           | 10 décembre 2015  | 10 décembre 2023 | Marcos Koopmann     |
| Río Negro           |       | Arabela Carreras      |                  | Grand Front (Ensemble, nous sommes le Río Negro)                       | 10 décembre 2019  | 10 décembre 2023 | Alejandro Palmieri  |
| Salta               |       | Gustavo Sáenz         |                  | Parti identité salteña (Front Sáenz gouverneur)                        | 10 décembre 2019  | 10 décembre 2023 | Antonio Marocco     |
| San Juan            |       | Sergio Uñac           |                  | PJ (Front de tous)                                                     | 10 décembre 2015  | 10 décembre 2023 | Roberto Gattoni     |
| San Luis            |       | Alberto Rodríguez Saá |                  | PJ (Front d'unité justicialiste)                                       | 10 décembre 2015  | 10 décembre 2023 | Eduardo Mones Ruiz  |
| Santa Cruz          |       | Alicia Kirchner       |                  | Kolina (Front de tous)                                                 | 10 décembre 2015  | 10 décembre 2023 | Eugenio Quiroga     |
| Santa Fe            |       | Omar Perotti          |                  | PJ (Front ensemble)                                                    | 11 décembre 2019  | 11 décembre 2023 | Alejandra Rodenas   |
| Santiago del Estero |       | Gerardo Zamora        |                  | Front civique pour Santiago                                            | 10 décembre 2017  | 10 décembre 2021 | Carlos Silva Neder  |
| Terre de Feu        |       | Gustavo Melella       |                  | Parti de la Concertation FORJA (Front de tous)                         | 17 décembre 2019  | 17 décembre 2023 | Mónica Urquiza      |
| Tucumán             |       | Juan Luis Manzur      |                  | PJ (Front justicialiste pour Tucumán)                                  | 29 octobre 2015   | 29 octobre 2023  | Osvaldo Jaldo       |

## Chef de gouvernement
| Ville                          | Image | Nom                       | Partido (Alianza) | Partido (Alianza)                 | Début du mandat | Fin du mandat   | Vice-chef      |
| ------------------------------ | ----- | ------------------------- | ----------------- | --------------------------------- | --------------- | --------------- | -------------- |
| Ville autonome de Buenos Aires |       | Horacio Rodríguez Larreta |                   | PRO (Ensemble pour le changement) | 9 décembre 2015 | 9 décembre 2023 | Diego Santilli |